# أحمد نشيد
أحمد نشيد مواليد 4 أبريل 1989 في المالديف، هو لاعب كرة قدم مالديفي يلعب مع نادي في بي كمهاجم.

## المسيرة الاحترافية

### أندية لعب لها
- نادي في بي

## روابط خارجية
- أحمد نشيد على موقع قاعدة بيانات كرة القدم.إي يو (الإنجليزية)
- أحمد نشيد على موقع ناشيونال فوتبول تيمز (الإنجليزية)